# Келен, Иштван
Иштван Келен (венг. Kelen István), впоследствии известный как Стефен Келен (англ. Stephen Kelen, 21 марта 1912 — 1 мая 2003) — журналист, писатель и игрок в настольный теннис венгерского происхождения, призёр чемпионатов мира.

## Биография
Родился в 1912 году в Будапеште, закончил Карлов университет в Праге. В 1929-37 годах представлял Венгрию на чемпионатах мира по настольному теннису.
В 1937 году вместе с Миклошем Сабадошем совершил показательный тур по Дальнему Востоку, Южной Америке и Австралии. В 1939 году эмигрировал в Австралию. После начала Второй мировой войны пошёл добровольцем в армию; своё имя он изменил на английский лад, из Иштвана став Стефеном.
После войны был журналистом и писателем. В 1986 году за свои литературные труды был награждён Медалью Ордена Австралии.